# Reynaldo Bignone
Reynaldo Benito Antonio Bignone Ramayón (Morón, 21 de janeiro de 1928 - Buenos Aires, 7 de março de 2018) foi um militar argentino e presidente de seu país de 1 de Julho de 1982 a 10 de Dezembro de 1983.
Bignone tornou-se presidente da Argentina depois da saída de Leopoldo Galtieri como consequência da derrota do país para o Reino Unido na Guerra das Malvinas. Seu governo teve curta duração: sem ter a guerra para desviar a atenção popular, e o descontentamento popular demonstrado em crescentes manifestações de rua indicavam que o retorno à democracia era inevitável. Entretanto, Bignone tentou condicionar o retorno à democracia à limitação das investigações de violações de direitos humanos durante o regime militar de 1976 a 1983 e da chamada "Guerra Suja". Esta proposta foi rechaçada pelos partidos políticos argentinos, e a investigação e julgamento dos militares começou já no governo de Raúl Alfonsín, em 1983.
Em 1999, depois de reaberto o julgamento dos casos de sequestro e adoção ilegal de filhos de presos políticos, Bignone foi novamente enviado a julgamento. Em março de 2007 ele foi preso e posto sob custódia numa base militar fora de Buenos Aires, como resultado da investigação das violações de direitos humanos.
Em 21 de abril de 2010, o ex-ditador foi condenado a 25 anos de prisão em um tribunal de seu país por crimes de privação ilegal de liberdade e de aplicação de torturas a prisioneiros políticos, entre outros delitos, cometidos no Campo de Mayo, principal centro clandestino de detenção do regime militar.
Em 14 de abril de 2011 ele foi condenado à prisão perpétua por crimes contra a Humanidade pelo Tribunal Oral Federal 1 de San Martín, junto com outros integrantes da cúpula do governo ditatorial e de agentes de segurança do governo da época .
Morreu em 7 de março de 2018 aos 90 anos de causas não reveladas.